# Antanas Smetona
Antanas Smetona (Užulėnis, 10 augustus 1874 - Cleveland, 9 januari 1944), was een Litouws staatsman. Hij was tweemaal president: in de jaren 1919-1920 en van eind 1926 tot medio 1940.

## Levensloop

### Tot de Litouwse onafhankelijkheid
Smetona werd geboren in Užulėnis, in de toenmalige gemeente Taujėnai bij Ukmergė, in een arm gezin. Zijn ouders en later zijn moeder, die vroeg weduwe werd, getroostten zich veel moeite om hem te laten leren. Vanaf 1893 zat hij op het gymnasium in Mitau (nu Jelgava in Letland). In 1896 nam hij met enkele medescholieren deel aan een Litouws nationalistische demonstratie en werd daarom van school gestuurd. Hij mocht echter zijn opleiding vervolgen aan het gymnasium van Sint-Petersburg, waar hij zich aansloot bij een groep jonge Litouwse nationalisten. Als rechtenstudent aan de Universiteit van Sint-Petersburg organiseerde hij in 1899 een studentenprotest en werd hij gearresteerd. Hij zat twee weken vast en werd daarna naar Vilnius gestuurd. Na een tijd mocht hij naar Sint-Petersburg terugkeren om zijn studie te voltooien. In 1902 studeerde hij af. In zijn studieperiode had hij ook de tijd gevonden om een grammatica van de Litouwse taal samen te stellen.
Na het behalen van zijn graad keerde hij naar Vilnius terug en werkte er als bankemployé. In 1904 trouwde hij met Sofija Chodakauskaitė, de dochter van een grootgrondbezitter. In de jaren 1904-1907 was hij redacteur van het Litouwse nieuwsblad Vilniaus Žinios (‘Het Nieuws van Vilnius’).
Na de mislukte revolutie van 1905 deed tsaar Nicolaas II enkele concessies aan de minderheden in het Russische rijk. De Litouwers mochten een eigen volksvertegenwoordiging kiezen, de Seimas. Smetona werd gekozen voor de Litouwse Democratische Partij. De Seimas kwam op 4 en 5 december 1905 in Vilnius bijeen. Smetona werd in het presidium gekozen; Jonas Basanavičius werd voorzitter. De Seimas riep op tot een autonoom Litouwen met Vilnius als hoofdstad en een democratisch gekozen volksvertegenwoordiging (die ook Seimas zou heten) aan het hoofd. Een voor die tijd opvallend programmapunt was kiesrecht voor vrouwen. De consequentie van de resoluties die de Seimas aannam, was dat Rusland een federale staat zou worden. Na die ene keer kwam de Seimas echter niet meer bij elkaar. Sommige afgevaardigden probeerden in hun eigen gemeente een nieuw bestuur op te zetten, stichtten Litouwse scholen en riepen op om geen belasting meer te betalen. De Russische autoriteiten maakten hier al snel een eind aan.
In 1907 richtte Smetona met andere nationalisten het weekblad Viltis (‘Hoop’) op. In dit blad riep hij op tot volharding en eenheid binnen het Litouwse nationalisme. 
In 1914, aan de vooravond van de Eerste Wereldoorlog, begon Smetona met de uitgave van zijn blad Vairas (‘Stuur’), dat tijdens de oorlog onder druk van de Duitse bezetters een pro-Duitse koers insloeg. Tijdens deze oorlog was hij voorzitter van het Centraal Comité van de Litouwse Hulporganisatie, die zich vooral inzette voor Litouwse oorlogsslachtoffers. 
Tijdens de Duitse bezetting van Litouwen bood hij de Duitse autoriteiten een petitie aan waarin hij, en anderen, om autonomie voor Litouwen vroegen. In 1917 gedoogden de Duitsers dat de Litouwers van 18 t/m 23 september in Vilnius een conferentie hielden. De deelnemers aan de conferentie spraken zich uit voor een onafhankelijk Litouwen en stelden een Litouwse Raad (Lietuvos Taryba) in om het idee van onafhankelijkheid nader uit te werken. Smetona werd voorzitter. Op 6 september van dat jaar was hij het tijdschrift Lietuvos aidas (‘Echo van Litouwen’) begonnen, dat onder zijn hoofdredacteurschap de spreekbuis van de Taryba werd. Op 16 februari 1918 riepen de twintig leden van de Taryba de onafhankelijkheid van Litouwen uit.

### In het onafhankelijke Litouwen

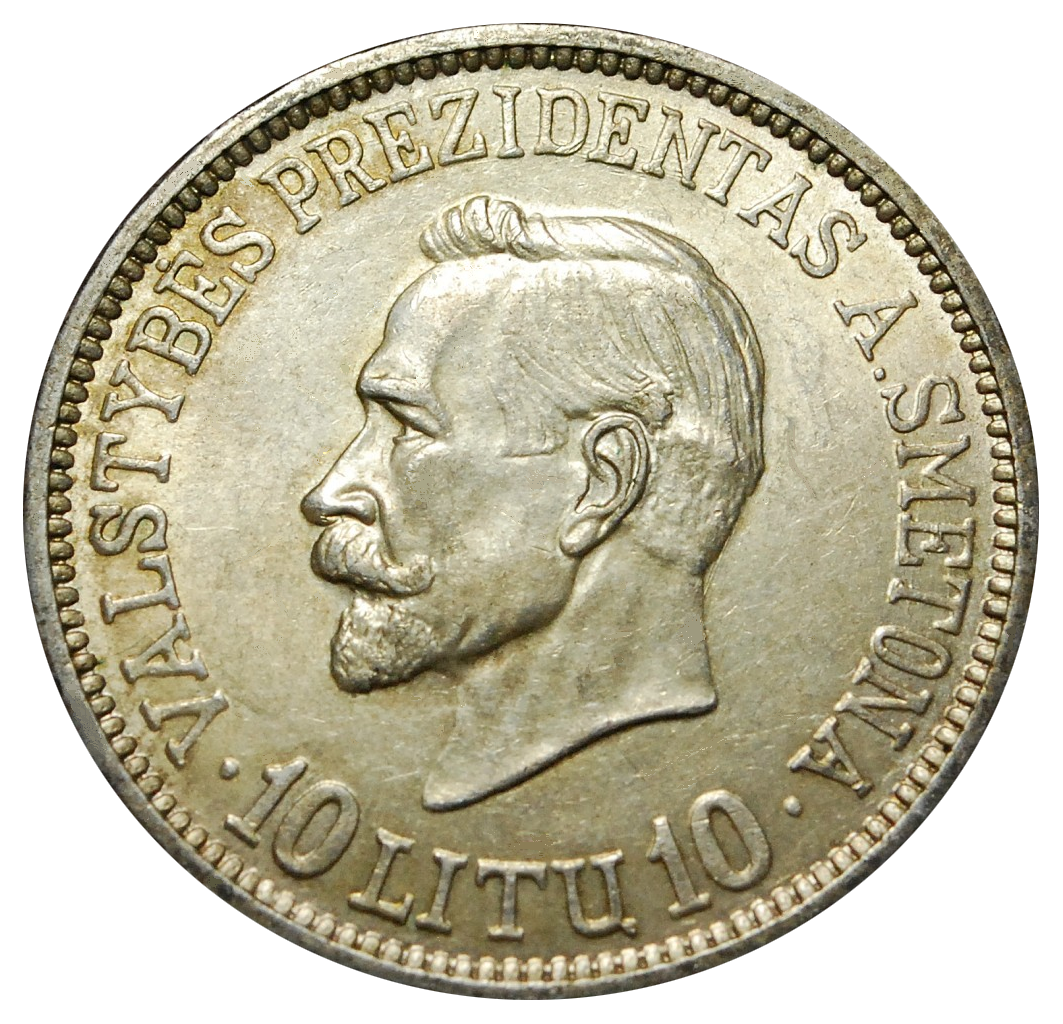
Litouwse munt met het portret van Smetona

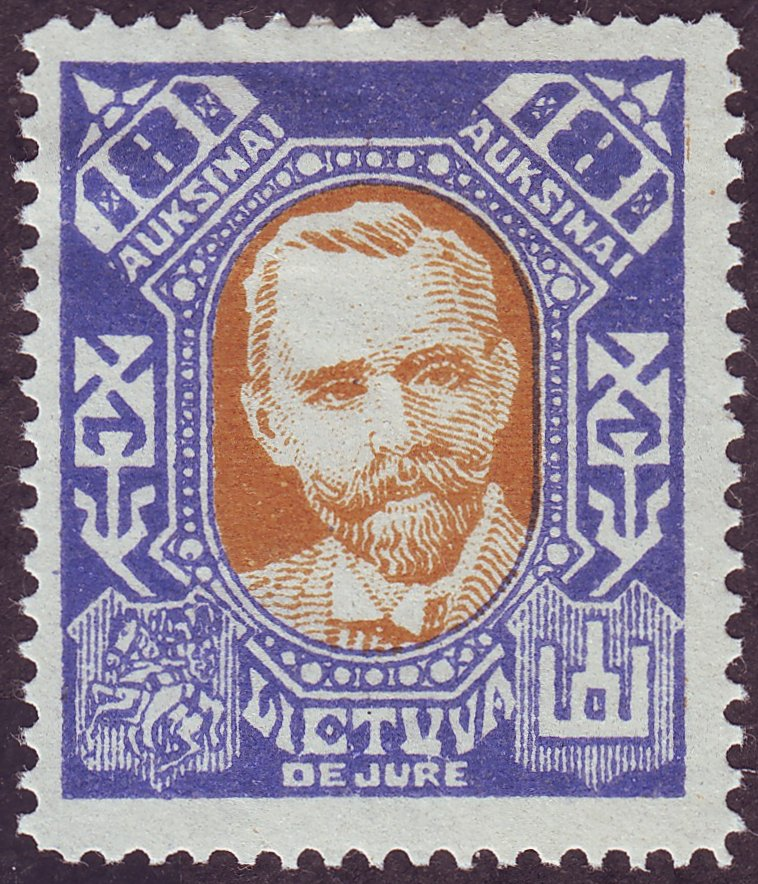
Litouwse postzegel met het portret van Smetona (1922)

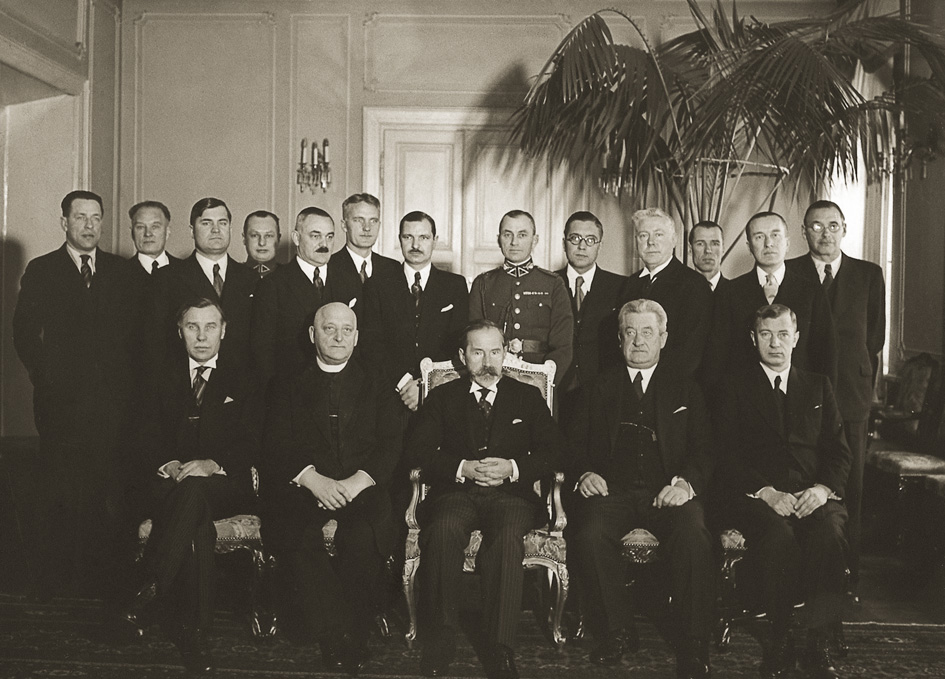
Het Litouwse kabinet anno 1939. Smetona zit op de voorste rij in het midden

Litouwen was nog steeds bezet door Duitsland, maar de Duitse nederlaag tekende zich al af. Op 23 maart 1918 erkende Wilhelm II van Duitsland Litouwen als een onafhankelijke staat, maar wel onder een koning: de Duitse hertog Wilhelm von Urach (Mindaugas II). Op 11 november 1918, dezelfde dag dat Duitsland capituleerde, riep Smetona de Republiek Litouwen uit en presenteerde de Taryba de concept-grondwet van de herrezen staat Litouwen.
Van december 1918 tot februari 1919 verbleef Smetona in Duitsland en de Scandinavische landen om de nodige erkenning en vooral ook leningen voor de nieuwe staat te krijgen. Litouwen had te kampen met muitende Duitse soldaten die waren achtergebleven, bolsjewieken die van Litouwen een Sovjetrepubliek wilden maken en een herrijzende staat Polen, die grote delen van Litouwen claimde. Na zijn terugkeer in Litouwen werd Smetona op 4 april 1919 door de Taryba tot president benoemd.
Litouwen wist zich te handhaven en de bolsjewieken van zijn grondgebied te verdrijven. Met de Polen lukte dat niet. Tussen 1919 en 1939 was ongeveer een kwart van het grondgebied van het huidige Litouwen, waaronder de hoofdstad Vilnius, onder Pools bestuur. Kaunas werd de tijdelijke hoofdstad van het land. Tussen 1920 en 1922 werd Litouwen door de meeste landen erkend, ook door de Sovjet-Unie, dat met Litouwen de Vrede van Moskou sloot.
Op 19 april 1920 benoemde de Steigiamasis Seimas, de grondwetgevende vergadering, die op 14 en 15 april democratisch verkozen was, de christendemocraat Aleksandras Stulginskis tot president van Litouwen. Twee maanden later droeg Smetona zijn ambt over. Nadien werkte hij als zaakwaarnemer namens de Litouwse regering voor het Memelland, hoogleraar in de filosofie aan de Universiteit van Kaunas en journalist.
In 1926 stelde Smetona zich kandidaat voor de Seimas, het parlement dat in de plaats gekomen was van de grondwetgevende vergadering. Zijn partij, de Litouwse Nationalistische Unie of Tautininkai, haalde maar drie zetels. Na de verkiezingen trad een linkse regering aan, die weinig gezag uitstraalde en waarmee de rechtse partijen niet wilden samenwerken. De regering liet een aantal communistische gevangenen vrij, die prompt manifestaties gingen houden. Een verdrag met de Sovjet-Unie werd door rechts fel bekritiseerd. Concessies aan de Poolse minderheid vielen ook al niet in goede aarde. Militairen pleegden een coup onder het motto dat ze daarmee een communistische staatsgreep verijdelden. President Kazys Grinius en premier Mykolas Sleževičius werden afgezet en de macht werd overgedragen aan de Tautininkai en de christendemocraten. Op 26 december 1926 werd Smetona opnieuw als president geïnstalleerd. Hij verbood alle politieke partijen en riep daarvoor in de plaats de Litouwse Nationale Unie (LTS) in het leven. Daarop trokken de christendemocraten zich terug. Litouwen was een autoritair geregeerd land geworden. In 1927 stuurde Smetona de Seimas naar huis en liet een nieuwe grondwet opstellen die de president verregaande bevoegdheden gaf. De eerste jaren van zijn regime was hij verwikkeld in een machtsstrijd met zijn premier Augustinas Voldemaras, die in 1929 in het voordeel van Smetona werd beslecht. Voldemaras werd tot aftreden gedwongen.
Smetona ontving in 1932 een eredoctoraat in de filosofie van de Universiteit van Kaunas. Pas in 1936 liet hij verkiezingen houden voor een nieuw parlement, waarbij de kiezers alleen op personen konden stemmen, niet op partijen. Bovendien kon iemand zichzelf niet kandidaat stellen; een kandidaat moest worden voorgedragen door een gemeente- of districtsraad.
In het begin van de jaren dertig vreesde Smetona al dat de Sovjet-Unie Litouwen zou inlijven. Hij zocht daarom steun bij de Westerse landen, waaronder Duitsland. De relatie met Duitsland verslechterde echter toen daar de Nazi's aan de macht kwamen. Duitsland wilde het Memelland terug en kreeg dat op 22 maart 1939 uiteindelijk ook. Smetona trad in eigen land vaak streng op tegen nazisympathisanten. Ook dat kwam de relatie met Duitsland niet ten goede.
In augustus 1939 bespraken de Duitse en Russische ministers van Buitenlandse Zaken Joachim von Ribbentrop en Vyacheslav Molotov de opdeling van Oost-Europa. Dit Molotov-Ribbentroppact leek voor de buitenwereld een niet-aanvalsverdrag, maar Nazi-Duitsland ging in een geheim protocol ermee akkoord dat de Sovjet-Unie Litouwen en de beide andere Baltische landen zou bezetten en inlijven. Het pact leek voor Litouwen in eerste instantie gunstig uit te pakken. Toen Duitsland en de Sovjet-Unie in september 1939 gezamenlijk Polen hadden bezet, gaf de Sovjet-Unie een deel van het gebied waar Litouwen aanspraken op maakte, waaronder Vilnius, aan Litouwen.
In de zomer van 1940 stuurde de Sovjet-Unie Smetona een ultimatum. Smetona weigerde hierop in te gaan en wilde het leger mobiliseren. Het parlement stemde echter tegen mobilisatie. Smetona trad op 15 juni 1940 af, droeg zijn ambt over aan premier Antanas Merkys en week in het geheim via Duitsland uit naar Zwitserland. Op 17 juni 1940 werd onder Sovjet-Russische druk een pro-Sovjet-regering aangesteld in Litouwen en moest Merkys alweer het veld ruimen. Op 14 en 15 juli organiseerde deze regering verkiezingen, waaraan alleen pro-Sovjet-kandidaten mochten meedoen. Op 21 juli 1940 verzocht het nieuwverkozen parlement de Sovjets om Litouwen op te nemen in de Sovjet-Unie. Op 3 augustus 1940 werd het verzoek ingewilligd. Litouwen was de Litouwse Socialistische Sovjetrepubliek geworden.
In 1941 vertrok Smetona naar de Verenigde Staten van Amerika waar hij zijn intrek nam bij zijn zoon Julius Smetona in Cleveland.
Smetona kwam in het begin van 1944 aldaar bij een brand om het leven. De laatste jaren van zijn leven werkte hij aan een boek over de geschiedenis van Litouwen, dat hij echter niet meer af kreeg.